# Zubreț, Buceaci
Zubreț (în ucraineană Зубрець) este o comună în raionul Buceaci, regiunea Ternopil, Ucraina, formată numai din satul de reședință.

## Demografie
Componența lingvistică a comunei Zubreț
     Ucraineană (99,3%)
     Alte limbi (0,7%)
Conform recensământului din 2001, majoritatea populației comunei Zubreț era vorbitoare de ucraineană (99,3%), existând în minoritate și vorbitori de alte limbi.